# Crepidomanes bilobatum
Crepidomanes bilobatum är en hinnbräkenväxtart som först beskrevs av Cornelis Rugier Willem Karel van Alderwerelt van Rosenburgh, och fick sitt nu gällande namn av Edwin Bingham Copeland. Crepidomanes bilobatum ingår i släktet Crepidomanes och familjen Hymenophyllaceae. Inga underarter finns listade.